# Tephritis kovalevi
Tephritis kovalevi
 es una especie de insecto díptero que Valery Korneyev y Kameneva describieron científicamente por primera vez en el año 1990.
Esta especie pertenece al género Tephritis de la familia Tephritidae.